# 糯軒俱樂部檔案
《糯軒俱樂部檔案》（英語：The Notion Club Papers）是J·R·R·托爾金未完成的小說，寫於1945年。在托爾金逝世後被收錄於《中土世界的歷史》的第九部裡出版。
故事裡有一個文藝俱樂部「糯軒俱樂部」，以及一場暴風雨。

## 創作
1946年，J·R·R·托爾金向迹象文学社的成員們閱讀《糯軒俱樂部檔案》。同年7月，他在寫給出版商昂溫的信裡說：《糯軒俱樂部檔案》有部分情節取材自他早前未完的科幻作品《迷途》:189。
學者柯林·杜瑞茲表示，故事裡的「糯軒俱樂部」與現實中的迹象文学社極為相似。